# Bernard Koech
Pour les articles homonymes, voir Koech.
Bernard Kiprop Koech (né le 31 janvier 1988) est un athlète kényan, spécialiste du fond et du marathon.
En avril 2012, il remporte le semi-marathon de Nice.
Le 25 janvier 2013, il réalise un temps de 2 h 4 min 53 s sur le marathon de Dubaï, cinquième meilleure performance mondiale de l'année.

## Palmarès
| Date | Compétition           | Résultat | Épreuve  | Temps          |
| ---- | --------------------- | -------- | -------- | -------------- |
| 2014 | Marathon de Rotterdam | 2e       | Marathon | 2 h 6 min 8 s  |
| 2023 | Marathon de Hambourg  | 1er      | Marathon | 2 h 4 min 9 s  |
| 2024 | Marathon de Hambourg  | 1er      | Marathon | 2 h 4 min 24 s |